# ジョージ・アシュバーナム (第3代アシュバーナム伯爵)
第3代アシュバーナム伯爵ジョージ・アシュバーナム（英語: George Ashburnham, 3rd Earl of Ashburnham KG GCH FSA、1760年12月25日 – 1830年10月27日）は、グレートブリテン貴族。

## 生涯
第2代アシュバーナム伯爵ジョン・アシュバーナムと妻エリザベス（Elizabeth、旧姓クロウリー（Crowley）、1728年ごろ – 1781年2月5日 バース、ロンドンの長老議員ジョン・クロウリーの娘）の次男（長男ジョージは夭折）として、1760年12月25日に生まれ、1761年1月29日にセント・ジョージ・ハノーヴァー・スクエア教会で洗礼を受けた。洗礼式では国王ジョージ3世、首相の初代ニューカッスル公爵トマス・ペラム＝ホリス、ウェールズ公妃オーガスタが名づけ親を務めた。1778年3月13日にケンブリッジ大学トリニティ・カレッジに入学、1780年にM.A.の学位を修得した。
1783年12月18日または1784年6月19日にウェールズ公ジョージ（後の国王ジョージ4世）の寝室侍従に任命され、1795年まで務めた。
1803年3月23日、繰上勅書により存命中の父よりアシュバーナム男爵位を継承した。1812年4月8日に父が死去すると、アシュバーナム伯爵位を継承した。政治ではトーリー党に所属した。
1810年から1830年に死去するまで大英博物館理事（trustee）を務めた。1827年にロイヤル・ゲルフ勲章を授与され、同年にロンドン考古協会フェローに選出された。1829年6月22日、ガーター勲章を授与された。
1830年10月27日にアシュバーナムで死去、息子バートラムが爵位を継承した。

## 著作
- A Narrative by John Ashburnham of his attendance on King Charles the First, &c. To which is prefixed a Vindication of his Character and Conduct, from the Misrepresentations of Lord Clarendon, by his lineal Descendant and present Representative.（2巻、1830年[1]）

## 家族
1784年8月28日、ソフィア・シン（Sophia Thynne、1763年12月19日 – 1791年4月9日、初代バース侯爵トマス・シンの娘）と結婚、2男2女をもうけた。
- ジョージ（1785年10月9日 – 1813年6月7日） - 庶民院議員、生涯未婚[1]
- エリザベス・ソフィア（1786年9月16日 – 1879年3月13日[6]）
- ソフィア（1788年1月29日 – 1807年6月17日[5]）
- ジョン（1789年6月3日 – 1810年） - 溺死[6]

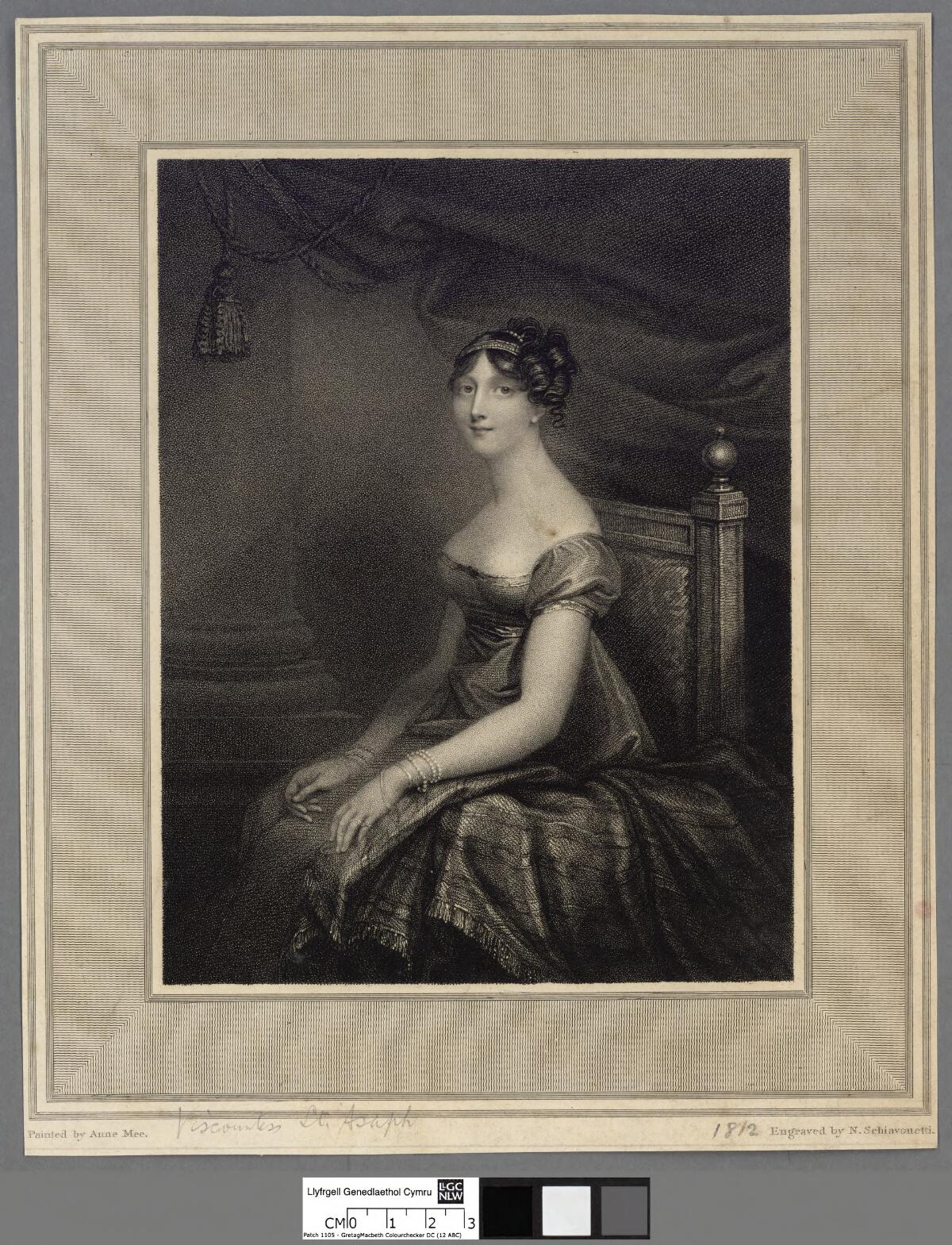
アシュバーナム伯爵夫人シャーロット、1812年。

1795年7月25日、シャーロット・パーシー（1776年6月3日 – 1862年11月26日、初代ビヴァリー伯爵アルジャーノン・パーシーの娘）と再婚、6男7女をもうけた。
- ウィリアム（1797年1月19日 – 1797年） - 夭折[5]
- バートラム（英語版）（1797年11月23日 – 1878年6月22日） - 第4代アシュバーナム伯爵[1]
- パーシー（1799年10月22日 – 1881年1月21日） - 1838年8月23日、エスター・バイ（Esther By、1848年2月6日没、バイ中佐の娘）と結婚、1女メアリー・キャサリン（Mary Katherine、1847年10月8日 – 1851年6月27日）をもうけた[5]
- シャーロット・スーザン（1801年2月23日 – 1865年4月26日[6]）
- セオドシア・ジュリア（Theodosia Julia、1802年3月27日 – 1887年8月22日） - 生涯未婚[6]
- チャールズ（1803年3月23日 – 1848年12月22日） - 外交官。1832年2月6日、サラ・ジョアナ・マレー（Sarah Joanna Murray、1889年12月19日没、ウィリアム・マレーの娘）と結婚[5][6]
- ジョージアナ・ジェマイマ（Georgiana Jemima、1805年5月11日 – 1882年5月） - 1828年2月28日、ヘンリー・リーヴリー・ミットフォード（Henry Revely Mitford）と結婚したが、後に離婚した[6]。1842年、フランシス・ジョージ・モリニュー閣下（Hon. Francis George Molyneux、1886年5月24日没、第3代セフトン伯爵チャールズ・ウィリアム・モリニュー（英語版）の息子）と再婚、子供あり[6]
- トマス（英語版）（1806年 – 1872年3月2日） - 陸軍軍人。1860年2月8日、アデレード・ジョージアナ・フレデリカ・フォーリー（Adelaide Georgiana Frederica Foley、1861年1月19日没、第3代フォーリー男爵トマス・フォーリーの娘）と結婚[5][6]
- ジェーン・ヘンリエッタ（1809年7月19日 – 1896年11月26日） - 1836年5月19日、チャールズ・ヘンリー・スウィンバーン提督（Charles Henry Swinburne、1797年4月2日 – 1877年3月4日、第6代準男爵サー・ジョン・スウィンバーン（英語版）の息子）と結婚、子供あり[5][6]。アルジャーノン・チャールズ・スウィンバーンの母
- キャサリン・フランシス（Katherine Frances、1812年3月31日 – 1839年4月6日） - 1838年6月21日、ヘンリー・ウィリアム・ボークラーク（Henry William Beauclerk、ヘンリー・ボークラーク卿の曽孫）と結婚[6]
- イリナ・イザベル・ブリジット（Eleanor Isabel Bridget、1814年7月28日 – 1895年3月6日） - 1844年11月26日、聖職者アルジャーノン・ウッドハウス（Algernon Wodehouse、1882年5月12日没、ウィリアム・ウッドハウス閣下の息子）と結婚[6]
- メアリー・アグネス・ブランシュ（Mary Agnes Blanche、1816年1月23日 – 1899年4月22日） - 1839年8月29日、第2代準男爵サー・ヘンリー・パーシー・ゴードン（英語版）（1806年 – 1876年7月29日[7]）と結婚[6]
- レジナルド（Reginald、1819年2月3日 – 1830年3月5日[5]）